# Liste des présidents de la Tchécoslovaquie
Le président de la République tchécoslovaque est, de 1918 à 1992, le chef de l'État tchécoslovaque.

## Histoire
Depuis sa création en 1918, la Tchécoslovaquie a connu une histoire mouvementée qui se reflète dans la liste de ses présidents. Certains historiens, tchèques en particulier, considèrent frappés de nullité les gouvernements suivant la démission d'Edvard Beneš en 1938. Il y a continuité de la République tchécoslovaque de 1938 à 1945. Le nom « Deuxième République tchécoslovaque » est parfois utilisé pour désigner indifféremment l'éphémère État qui suit les accords de Munich et celui qui est reconstitué après-guerre jusqu'au « coup de Prague » en février 1948. La seconde période est cependant également appelée « Troisième République tchécoslovaque ».
Les présidents de la République tchécoslovaque siégeaient au château de Prague.

## Première République tchécoslovaque
- Tomáš Masaryk : 14 novembre 1918 - 14 décembre 1935
- Milan Hodža : 14 décembre 1935 - 18 décembre 1935, Premier ministre et chef de l'État par intérim à la suite de la démission de Tomáš Masaryk en raison de problèmes de santé
- Edvard Beneš : 18 décembre 1935 - 5 octobre 1938
- Jan Syrový : 5 octobre - 30 novembre 1938, Premier ministre et chef de l'État par intérim à la suite de la démission de Edvard Beneš après les Accords de Munich

## Deuxième République
- Emil Hácha : 30 novembre 1938 - 21 mars 1939

## Protectorat de Bohême-Moravie,République slovaqueetgouvernement en exil tchécoslovaque
- Emil Hácha (22 mars 1939 - 9 mai 1945) est le président d'État du Protectorat de Bohême-Moravie
- Jozef Tiso (26 octobre 1939 - 3 avril 1945), président de la République slovaque
- Edvard Beneš (octobre 1939 - 2 avril 1945), président en exil de la République tchécoslovaque

## Troisième République tchécoslovaque
- Edvard Beneš : 4 avril 1945 - 7 juin 1948

## République socialiste tchécoslovaque
- Klement Gottwald : 14 juin 1948 - 14 mars 1953
- Antonín Zápotocký : 21 mars 1953 - 13 novembre 1957
- Viliam Široký : 13 novembre 1957 - 19 novembre 1957 (Premier ministre et chef de l'État par intérim à la suite de la mort de Antonín Zápotocký)
- Antonín Novotný : 19 novembre 1957 - 22 mars 1968
- Jozef Lenárt : 22 mars 1968 - 30 mars 1968 (Premier ministre et chef de l'État par intérim à la suite de la démission de Antonín Novotný après le Printemps de Prague)
- Ludvík Svoboda : 30 mars 1968 - 28 mai 1975
- Gustáv Husák : 29 mai 1975 - 10 décembre 1989
- Marián Čalfa : 10 - 29 décembre 1989 (Premier ministre et chef de l'État par intérim à la suite de la démission de Gustáv Husák après la Révolution de velours)

## République fédérale tchèque et slovaque
- Václav Havel : 29 décembre 1989 - 20 juillet 1992
- Jan Stráský : 20 juillet - 31 décembre 1992, Premier ministre et chef de l'État par intérim à la suite de la démission de Václav Havel, qui désapprouve la scission du pays

La Tchécoslovaquie disparaît de la carte de l'Europe le 31 décembre 1992, laissant la place à partir du 1er janvier 1993 à deux États souverains : la Tchéquie et la Slovaquie.